# Promyka ichneumon
Promyka ichneumon (Herpestes ichneumon) je šelma z čeledi promykovitých a největší africký druh této čeledi. Vyskytuje se ve většině subsaharské Afriky s výjimkou Demokratické republiky Kongo, západní části Jihoafrické republiky a Namibie. Dále pak na Blízkém východě (Egypt, Izrael, Libanon, Sýrie, Turecko) a díky introdukci též ve Španělsku, Portugalsku, Itálii a na Madagaskaru. Váží 1,7 až 4 kilogramy a dosahuje délky 48 až 60 centimetrů, přičemž její ocas měří 33 až 54 centimetrů. Její strava sestává převážně z masa a zahrnuje hlodavce, ryby, ptáky, plazy, obojživelníky a hmyz. Konzumuje však i ovoce a vejce. Samci a samice dosahují pohlavní dospělosti ve dvou letech. Páření probíhá v červenci či srpnu a doba březosti je 11 týdnů, po nichž samice rodí zpravidla dvě mláďata.
Žije v lesích, savanách či křovinách. Jedná se o možného nositele parazita způsobujícího viscerální leishmaniózu v Súdánu.